# Testudinella robertsonae
Testudinella robertsonae är en hjuldjursart som beskrevs av Koste 1990. Testudinella robertsonae ingår i släktet Testudinella och familjen Testudinellidae. Inga underarter finns listade i Catalogue of Life.